# Breitnasen-Siebenkiemerhai
Der Breitnasen-Siebenkiemerhai (Notorynchus cepedianus) ist ein großer Hai aus der Familie der Kammzähnerhaie (Hexanchidae). Er ist die einzige Art der Gattung Notorynchus. Von einigen Autoren wird er auch in eine eigene Familie, den Notorhynchidae gestellt.

## Aussehen
Die bis zu drei Meter langen und bis 107 kg schweren Haie haben einen silbriggrauen bis rotbraunen Rücken und einen helleren Bauch. Kleine dunkle Punkte überziehen den ganzen Körper. Namensgebend sind die sieben Kiemenspalten, die alle vor dem Ansatz der Brustflosse liegen und von vorn nach hinten immer kleiner werden. Dieses Merkmal teilt der Breitnasen-Siebenkiemerhai mit dem Spitzkopf-Siebenkiemerhai. Die kleine Rückenflosse sitzt weit hinten. Die Zähne des Oberkiefers sind klein und spitz. Im Unterkiefer sind die Zähne kammförmig und tragen nach einer Spitze weitere kleine Nebenspitzen. Die Unterkieferzähne sind viel größer als die des Oberkiefers.

## Verbreitung

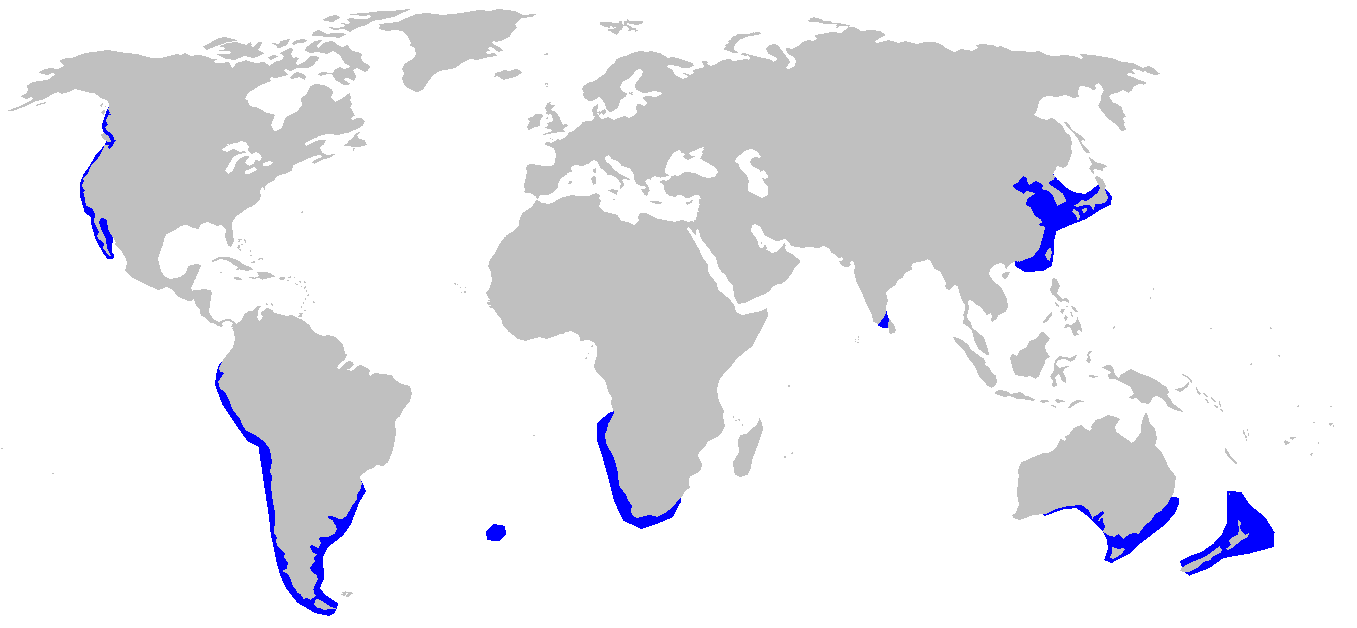
Verbreitung des Breitnasen-Siebenkiemerhais

Der Breitnasen-Siebenkiemerhai lebt, mit Ausnahme des Mittelmeers und des Nordatlantiks, weltweit, in tropischen, vor allem aber in gemäßigten Meeren, über dem Boden des Kontinentalschelfs in Tiefen von 0 bis 570 Metern. Die größten Tauchtiefen liegen bei rund 2.000 Metern. Breitnasen-Siebenkiemerhaie sind fast nirgendwo häufig. Nur in den Tangwäldern vor Südafrika wurden große Bestände verzeichnet. Mehr als 150 Exemplare wurden dort gezählt. Es wird vermutet, dass dort das Paarungsgebiet der Haie sein könnte.

## Lebensweise
Die Haie leben allein im Sommer im flachen Wasser, über Sandböden oder in der Nähe von Tangwäldern. In der kalten Jahreszeit ziehen sie sich in tiefes Wasser zurück.
Sie ernähren sich von kleineren Haien, Rochen, Knochenfischen, Neunaugen, Krebstieren, Weichtieren und Robben. Mit dem Rückgang des Weißen Hais (Carcharodon carcharias) als Hauptkonkurrenten vor der Küste Südafrikas wurde eine Zunahme von Attacken durch den Breitnasen-Siebenkiemerhai auf Südafrikanische Seebären (Arctocephalus pusillus) dokumentiert.
Breitnasen-Siebenkiemerhaie sind lebendgebärend (ovovivipar). Sie bekommen nach einer Tragzeit von einem Jahr 82 bis 95 Junge pro Wurf. Die Jungfische werden in seichten, geschützten Buchten geboren und sind dann schon einen halben Meter lang. Männchen werden mit 1,5 Metern, Weibchen mit 1,9 bis 2,1 Metern geschlechtsreif.

## Beziehung zum Menschen
Breitnasen-Siebenkiemerhaie gelten als potenziell aggressiv und gefährlich. An der Küste Südafrikas, Kaliforniens und Neuseelands waren sie möglicherweise an Haiattacken beteiligt. In Schauaquarien gehaltene Tiere griffen tauchendes Pflegepersonal an.
Ob diese Haie gefährdet sind, ist gegenwärtig noch nicht bekannt. Aber aufgrund ihres wohlschmeckenden Fleisches werden sie stark bejagt.